# Хантілі I
Хантілі I (д/н— бл. 1560 до н. е.) — великий цар (руба'ум рабі'ум) Давньохеттського царства близько 1594—1560 роках до н. е. З його панування почався період послаблення держави.

## Життєпис

### Прихід до влади
Походить з родичів правлячої династії, про що свідчить посада раб шаке (головний виночерпій). В тексте «Наказу Телепіну» йдеться, що Хантілі оженився на дружині царя Мурсілі I — Харапсілі. Проте в поминальних царських списках дружину Мурсілі звуть Калі, а не Харапсілі. Більшість дослідників вбачають в тексті Телепину описку (знак «дружина» дуже схожий на знак «сестра»). Можливо також, що сестра Мурсілі I організувала змову проти брата, а потім вийшла заміж за Хантілі I. Проте найімовірніше, що Хантілі був одружений з Харапсілі, яка була саме царевою сестрою, ще за життя Мурсілі I. Хантілі очолив змову з Цідантою, який в свою чергу був одружений із сестрою Мурсілі I (за іншою версією — донькою Хантілі).
В будь-якомуарзі хантілі і Ціданта стали на чолі опозиції царю Мурсілі I, невдоволені посиленням його влади або бажанням самим посісти трон. Близько 1594 року до н. е. володаря хеттів було вбито, а новим великим царем (руба'ум рабі'ум) став Хантілі I. Висловлюється також припущення, що Хантілі був регентом при синові Хішені, що мав більше прав на трон, але це сумнівно.

### Війни з хурритами
Новий цар продовжував політику попередника з посилення влади Хеттського царства в Північній Сирії. Спочатку він підкорив царства Аштату, Хурпану і Каркемиш. Похід на місто Тегараму в басейні річки Тохма спричинив нове вторгнення хурритських племен до Малої Азії. У угаритських текстах йдеться, що міста-держави Хатра і місто Сукція (Шуксі) на південь від Угарита та інші міста, назв яких не збереглося, закликали на допомогу хурритів. Останні рушили проти васала хеттів — царства Кіззуватни, створивши загрозу його основним містам Харрумі (Хурму) і Лухуццантії (Лаваццантії). Неподолі від останнього міста під Лухуццантіей Хантілі I завдав супротивникові поразки. Успіху хеттів також сприяла якась епідемія (можливо чума) серед хурритів, що облягали місто Харрума.

### Змова
В цей час царицю Харапсілі було викрадено з царського палацу разом з дітьми, окрім сина Пішені, та доправлено до міста Сукція, де вбито. Ймовірно мала місто змова знаті проти Хантілі I. Також висловлюється думка, що хуррити при вторгненні до Малої Азії діяли спільно з невдоволеною знаттю, яка влаштувало повстання в столиці та центральних областя хеттської держави. такі дії знатних хеттів були викликані внутрішньою політикою Хантілі I спрямованою на встановлення абсолютної влади великого царя, обмеження можливостей аристократії впливати на царську політику.
Хантілі I після відбиття наступу хурритів повернувся до столиці Хаттуси й придушив змову, також знищив усіх, хто викрав царицю. Втім недовіра між знаттю та царем посилювалася. Можливо проти нього вже тоді інтригував Ціданта

### Війна з касками
В середині правління Хантілі I до меж держави вдерся союз племен каска, внаслідок чого хетти зазнали низку поразки, втратили вихід до Чорного моря. Також було зруйновано міста Тіліура й культовий центр Нерік. Цар вимушений був зміцнювати стіни навколо столиці. Все це суттєво послабило авторитет Хантілі I.

### Смерть
Близько 1560 року до н. е. проти царя було влаштовано змову на чолі із Цідантою, внаслідок чого загинув сам Хантілі I (за іншими відомостями помер власною смертю), його син-спадкоємець Пішені та наближені сановники. Ціданта став новим великим царем хеттів.